# 뉴라이트전국연합
뉴라이트전국연합(-全國聯合)은 대한민국의 극우 단체이다.

## 개요
신우익 이념에 공감하는 부문 조직과 지역 조직이 연합한 형태의 단체로, 2005년 11월 7일에 창립되었다. 이후 대한민국의 여러 정치 사안에 대해 보수적 성향의 목소리를 내왔다. 자유주의연대와 함께 대한민국 뉴라이트 운동의 양대 축으로 불린다.

## 활동
뉴라이트전국연합은 2008년 대한민국 미국산 쇠고기 수입 협상 논란의 일환인 한미 쇠고기 협상 내용에 대한 반대 시위에 대해 국민행동본부, 구국! 과격불법 촛불집회 반대 시민연대와 함께 보수 세력을 대변했다. 정의구현사제단이 시위 찬성 입장에서 개최한 시국 미사와 함께 단식 농성에 들어가자, ‘더 이상 종교인으로서의 양심적 가치도 없는 집단’이라며 맹비난하였다.

### 역사관

#### 역사 교과서 관련
현행 한국근현대사 교과서가 노동운동, 독립운동, 민주화운동 및 통일운동에만 너무 초점을 맞추고 있어 대한민국의 정통성을 부정할 수밖에 없다며 대한민국의 건국, 경제발전과 민주화는 경시되거나 부정적으로 기술돼 있다고 지적했다. 이에 비해 교과서포럼의 대안교과서는 대한민국사를 중심으로 기술하고 있어 국정 방향을 건국, 산업화와 민주화를 기반으로 한 선진화로 잡고 있다고 주장했다. 대안교과서의 집필을 주도한 이영훈도 현행 교과서야말로 ‘독립운동 일원사관(一元史觀)’에 함몰돼 있다고 비판했다. 뉴라이트전국연합은 대안교과서 집필에 참여하지 않았다고 밝히고 있으며, 북한에 대한 기술, 식민지근대화론, 일본군 위안부의 폄훼 등을 들어 대안교과서를 비판하였다.

## 비판

### 부정부패
뉴라이트학부모연합이 사회적 일자리 사업 보조금을 부정하게 타내 직원들의 월급으로 사용한 것으로 드러나면서 수사를 받았다.

### 식민지 근대화론 주장 논란
식민지 근대화론을 옹호하고 일왕을 천황이라 부르는 등 심각한 물의를 일으켜 전국민에게 친일 단체라고 비판받은 바 있다.
신용하 교수는 이들이 '신식민주의 사관'을 가지고 있다고 비판하였다.

## 부문별 단체
- 대한민국교원조합 (뉴라이트교사연합)
- 뉴라이트신노동연합
- 뉴라이트안보연합
- 뉴라이트여성연합
- 뉴라이트의사연합
- 뉴라이트학부모연합
- 뉴라이트산악회

## 같이 보기
- 자유주의연대
- 신우익